# Morske spake
Morske spake (znanstveno ime Lophiidae) so družina morskih rib, ki je razširjena v Arktičnem, Atlantskem, Indijskem in Tihem oceanu z morji. Ta družina rib živi na morskem dnu, najdejo pa jih tudi v globinah več kot 1000 metrov.
Za ribe te družine so značilne velike glave z velikimi usti, v katerih so nazaj zakrivljeni zobje. Nekatere od vrst so gospodarsko pomembne.

## Vrste
Do danes je bilo odkritih 25 vrst v štirih rodovih:
- Rod Lophiodes
  - Lophiodes abdituspinus Ni, Wu & Li, 1990.
  - Lophiodes beroe Caruso, 1981.
  - Lophiodes bruchius Caruso, 1981.
  - Lophiodes caulinaris (Garman, 1899).
  - Lophiodes fimbriatus Saruwatari & Mochizuki, 1985.
  - Lophiodes gracilimanus (Alcock, 1899).
  - Lophiodes infrabrunneus Smith & Radcliffe, 1912.
  - Lophiodes insidiator (Regan, 1921).
  - Lophiodes kempi (Norman, 1935).
  - Lophiodes miacanthus (Gilbert, 1905).
  - Lophiodes monodi (Le Danois, 1971).
  - Lophiodes mutilus (Alcock, 1894).
  - Lophiodes naresi (Günther, 1880).
  - Lophiodes reticulatus Caruso & Suttkus, 1979.
  - Threadfin angler, Lophiodes spilurus (Garman, 1899).
- Rod Lophiomus
  - Lophiomus setigerus (Vahl, 1797).

- Rod Lophius
  - Lophius americanus Valenciennes, 1837.
  - Lophius budegassa Spinola, 1807.
  - Lophius gastrophysus Miranda-Ribeiro, 1915.
  - Lophius litulon (Jordan, 1902).
  - Lophius piscatorius Linnaeus, 1758.
  - Lophius vaillanti Regan, 1903.
  - Lophius vomerinus Valenciennes, 1837.
- Rod Sladenia
  - Sladenia gardineri Regan, 1908.
  - Sladenia remiger Smith & Radcliffe, 1912 Celebes monkfish.
  - Sladenia shaefersi Caruso & Bullis, 1976.